# Касаткин, Василий Александрович
Васи́лий Алекса́ндрович Каса́ткин (10 октября 1908, Ачинск, Енисейская губерния — 5 октября 1992, Новосибирск) — советский художник и архитектор, член Союза архитекторов СССР.

## Биография
Родился 10 октября 1908 года в городе Ачинске Енисейской губернии.
В 1931 году окончил Омский художественно-промышленный техникум (специальность — «Архитектура»).
С 1932 по 1934 год работал в Спасске техником-проектировщиком, позднее стал начальником технического отдела воинской части.
В 1934 году переезжает в Новосибирск, здесь к своим проектам Василия Касаткина привлекают известные архитекторы города — А. Д. Крячков, И. Т. Воронов, В. М. Тейтель и Б. А. Гордеев.
В Новосибирске под руководством А. Д. Крячкова и Б. А. Гордеева он разрабатывает чертежи Стоквартирного дома, здания Облисполкома на Красном проспекте, баню на Логовской улице (позднее была снесена).
С 1941 по 1946 год служит в Красной армии, во время Великой Отечественной войны принимал участие в Сталинградской битве, участвовал в разминировании минных полей.
Похоронен на Заельцовском кладбище (квартал 77).

## Творчество
Во время войны Касаткин создаёт рисунки различных типов советских и неприятельских мин, эти работы спасли жизни многих людей. Иногда у художника появлялось на привале свободное время для создания нескольких зарисовок тушью, карандашом или даже акварелью. В конце 1945 года он привёз домой около 60 рисунков военного времени.
В мирное время в работах Касаткина появляются радостные тона, сменившие тему безрадостной фронтовой атмосферы, которая присутствовала в его военных произведениях. Появляются зарисовки новых городских строений, теснящих старое деревянное жильё. Особое внимание в своих акварелях он уделяет таким важным транспортным артериям города как Красный проспект, Вокзальная магистраль, улицы Гоголя, Орджоникидзе, Советская.
По проектному предложению Касаткина в Первомайском сквере Новосибирска появилась созданная Галиной Макашиной скульптура медвежонка.
10 работ Василия Касаткина были включены в книгу «Мой Новосибирск». О его творчестве в журнале «ПРО Сибирь» была опубликована статья архитектора Сергея Баландина, иллюстрированная 29 работами художника. Шесть репродукций Касаткина представлены в книге «Сердце сибирской столицы».

## Награды
Награждён орденом Красной Звезды и орденом Отечественной войны II степени, медалями, в том числе медалью За оборону Сталинграда.